# Metaplasi
Ved metaplasi forstås, at en differentieret celle-type erstattes af en anden differentieret celle-type tilhørende samme kimblad. De nye celler stammer fra de samme stamceller, som nu viser ekspression af andre gener pga ydre stressfaktorer.